# Верхнє Акчеріно
Верхнє Акче́ріно (рос. Верхнее Акчерино, марій. Кӱшыл Пынгелъял) — присілок у складі Гірськомарійського району Марій Ел, Росія. Входить до складу Пайгусовського сільського поселення.

## Населення
Населення — 63 особи (2010; 74 у 2002).
Національний склад (станом на 2002 рік):
- гірські марійці — 99 %